# Most Barrandovski
Most Barrandovski (cz. Barrandovský most) – most drogowy w Pradze nad rzeką Wełtawą, wybudowany w latach 1978–1988 jako most Antonína Zápotockého. Jest ważnym węzłem komunikacyjnym w południowej części miasta. Ma cztery pasy ruchu w każdym kierunku, jest dostępna dla pieszych i rowerzystów. Jest częścią obwodnicy miejskiej.
Przed zakończeniem południowej części obwodnicy Pragi był najbardziej ruchliwym mostem w Pradze i Czech (127 tys. pojazdów dziennie, w 2008 roku odnotowano 137 tys. pojazdów na dobę). Poruszało się po nim większość tranzytu wschód-zachód, w tym z autostrady D1 z Brna i autostrady D5 z Pilzna. Po likwidacji ruchu samochodów ciężarowych na obwodnicy miejskiej obciążenie drogowe wyniosło 80 tys. pojazdów, ale później ponownie wzrosło.